# Faculté-de-Pharmacie (métro de Toulouse)
Pour les articles homonymes, voir Faculté de pharmacie.
Faculté-de-Pharmacie est une station de la ligne B du métro de Toulouse. Elle est située au niveau du quartier Rangueil, face à l'entrée de la faculté des Sciences pharmaceutiques, dans le sud-est de la ville de Toulouse.

## Situation sur le réseau
Faculté-de-Pharmacie est située sur la ligne B du métro de Toulouse, entre les stations Rangueil au nord et Université-Paul-Sabatier au sud.

## Histoire
Lors de son inauguration le 30 juin 2007, cette station était équipée d'un quai à neuf portes qui ne lui permettait que de recevoir des rames à deux voitures.
En 2016, la station a enregistré 1 820 695 validations. En 2018, 1 999 307 voyageurs sont entrés dans la station, ce qui en fait la 22e station la plus fréquentée sur 37 en nombre de validations.

## Services aux voyageurs

### Accès et accueil
La station est située dans le quartier Rangueil, le long du chemin des maraîchers, en face de la Faculté de Pharmacie. Elle compte une unique entrée du côté opposé à la faculté, et accessible par un bâtiment situé à côté de l'arrêt de bus desservant la station. La station est équipée, comme les autres, de guichets automatiques permettant l'achat des titres de transports.

### Desserte
Comme sur le reste du métro toulousain, le premier départ des terminus (Borderouge et Ramonville) est à 5h15, le dernier départ est à 0h du dimanche au jeudi et à 3h le vendredi et samedi.

### Intermodalité
La station est desservie par les lignes 44, 78 et Noctambus du réseau Tisséo.

## L'art dans la station

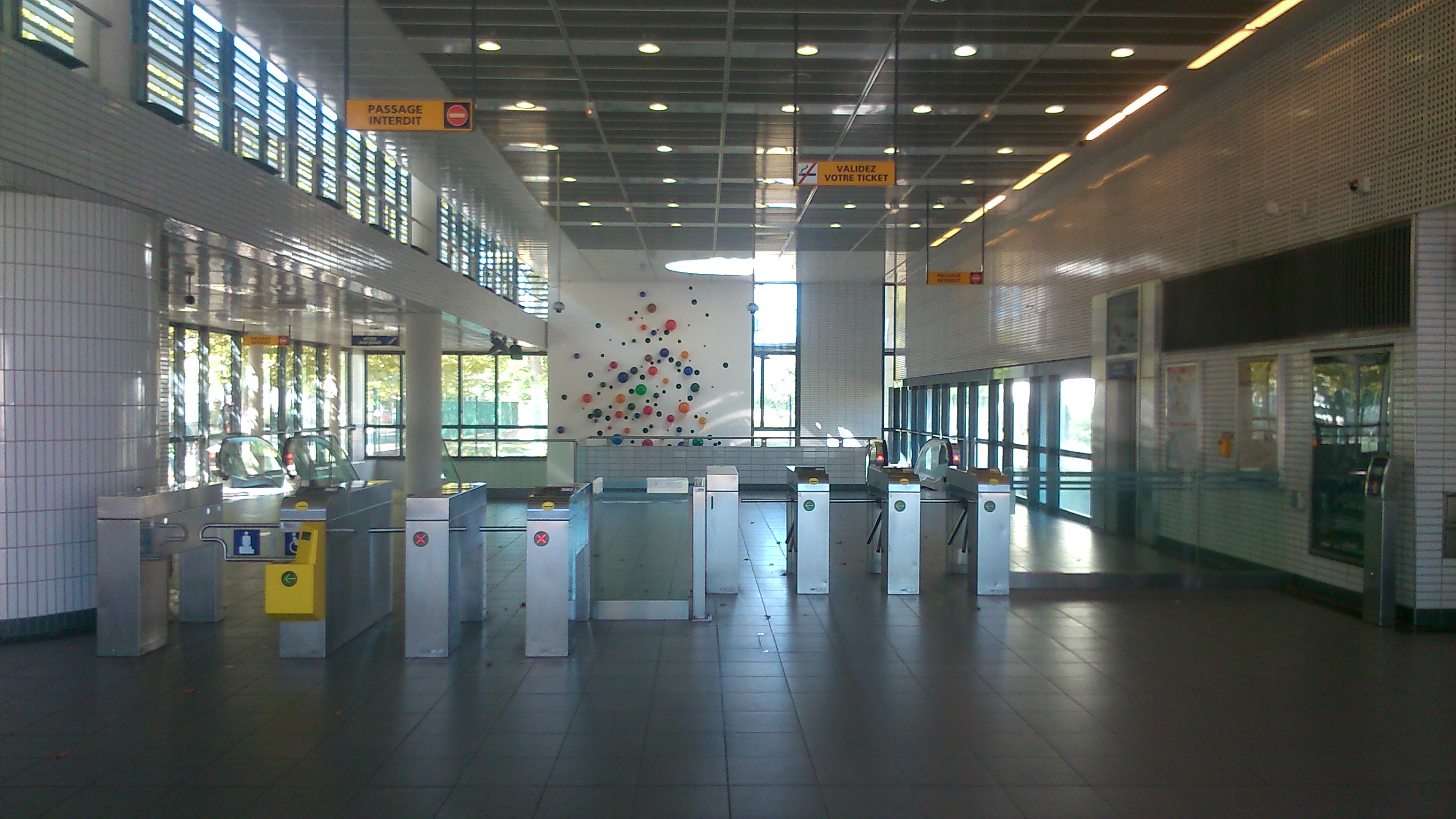
La salle des billets et des tourniquets avec l’œuvre au fond

Œuvre réalisée par Didier Mencoboni. Cette œuvre consiste à disposer des boules de verres colorées sur un mur d'une façon précise et régulière comme des molécules ou des fleurs, symboles de l'univers scientifique, pour faire rappeler que l'on se trouve au centre du complexe scientifique de Rangueil.

## À proximité
- Complexe scientifique de Rangueil
- Faculté de Pharmacie de Toulouse
- Station VélôToulouse n° 228, FACE 35 CHEMIN DES MARAICHERS